# Miles Merlin
Miles M.4A Merlin  là một loại máy bay thông dụng của Anh trong thập niên 1930, do hãng Miles Aircraft Limited thiết kế chế tạo.

## Quốc gia sử dụng

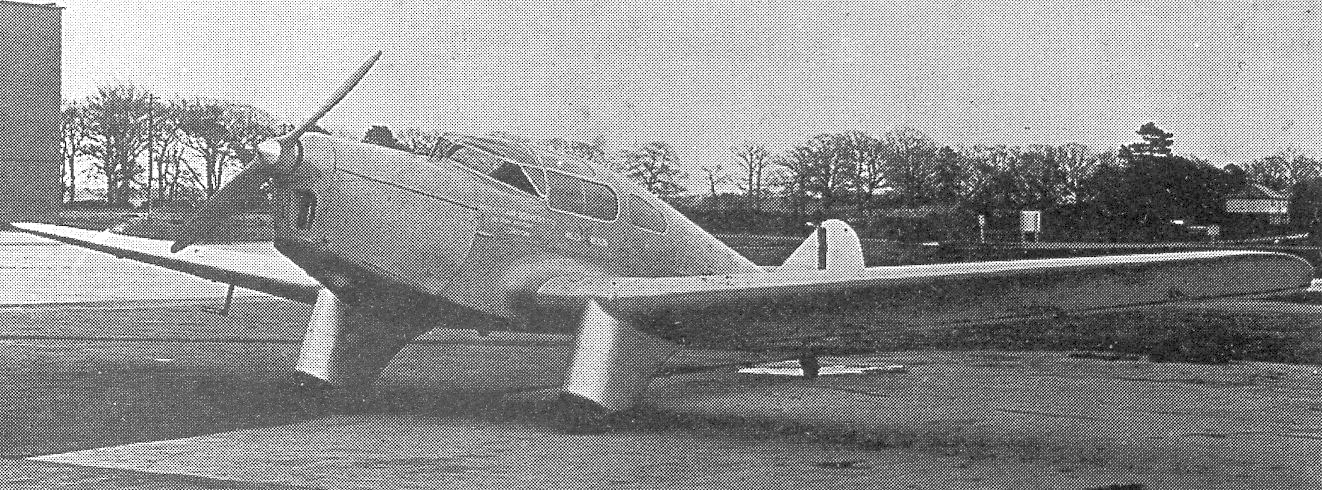

Úc
- Victoria and Interstate Airways
- Không quân Hoàng gia Australia

 Ấn Độ
- Tata Air Lines

 Anh Quốc
- Birkett Air Services

## Tính năng kỹ chiến thuật (M.4A)
Dữ liệu lấy từ Lukins & Russell
Đặc điểm tổng quát
- Kíp lái: 1
- Sức chứa: 4 hành khách
- Chiều dài: 25 ft 10 in (7.87 m)
- Sải cánh: 37 ft 0 in (11.27 m)
- Chiều cao: 9 ft 7 in (2.92 m)
- Diện tích cánh: 196 ft2 (18.21 m2)
- Trọng lượng rỗng: 1700 lb (770 kg)
- Trọng lượng có tải: 3000 lb (1360 kg)
- Động cơ: 1 × de Havilland Gipsy Six, 200 hp (150 kW) mỗi chiếc

Hiệu suất bay
- Vận tốc cực đại: 155 mph (250 km/h)
- Vận tốc hành trình: 145 mph (245 km/h)
- Tầm bay: 700 dặm (1130 km)
- Trần bay: 18000 ft (5490 m)
- Vận tốc lên cao: 900 ft/min (4.6 m/s)

## Bibliography
- Amos, Peter. and Brown, Don Lambert. Miles Aircraft Since 1925, Volume 1. Putnam, 2000. ISBN 0-85177-787-2.
- Brown, Don Lambert. Miles Aircraft Since 1925. Putnam, 1970. ISBN 0-370-00127-3.
- The Illustrated Encyclopedia of Aircraft (Part Work 1982-1985). Orbis Publishing.
- Jackson, A.J. British Civil Aircraft since 1919. Putnam, 1974. ISBN 0-370-10014-X.
- Jackson, A.J. British Civil Aircraft since 1919, Volume 3. Putnam, 1988. ISBN 0-85177-818-6.
- Lukins, A.H. and Russell, D.A. The book of Miles aircraft. Harborough 1945.